# Cattedrale dell'Annunciazione (Charkiv)
La cattedrale dell'Annunciazione (in ucraino Свято-Благовіщенський кафедральний собор?) è la principale chiesa ortodossa di Charkiv, in Ucraina.

## Storia
Completata il 2 ottobre 1888, sorge dove in passato esisteva la più antica cattedrale dell'Assunzione, tra le più grandi dell'Impero russo; ha una struttura pentacupolare neobizantina con un campanile alto 80 metri e fu progettata da un architetto locale,  Mychajlo Lovcov. Fu consacrata nel 1901 e nel 1914 fu innalzata a cattedrale.
La chiesa fu chiusa ai fedeli nel 1930, ma venne riaperta durante l'occupazione tedesca nel 1943. Dal 1946 è sede dell'eparchia della Chiesa ortodossa ucraina e l'adiacente convento funge da residenza vescovile.
Nella cattedrale sono sepolti il patriarca ecumenico Atanasio III di Costantinopoli e altri vescovi.